# جسر المجامع (قرية)
جسر المجامع، قرية عربية فلسطينية تقع على بيسان– طبرية إلى الشمال الشرقي من بيسان، وعلى خط سكة حديد بيسان– سمخ حيث توجد محطة جسر المجامع جنوبي القرية. تربطها طرق فرعية ممهدة بقرى وادي البيره، مثل قرية البيره وكوكب الهوا، خربة عين الحية وسيرين.

## تسمية القرية
أقيمت قرية جسر المجامع على الضفة الغربية لنهر الأردن، على جانب الجسر الذي أقيم فوق النهر، وتتجمع هذه الطرق من كل حدب وصوب، ومن هنا كانت تسمية القرية بهذا الاسم. وتنخفض القرية نحو 230م عن مستوى سطح البحر. وكان تجمع الطرق في هذا الموضع عاملًا مهما في ازدهار الوظيفة التجارية منذ النشأة الأولى للقرية.

## نبذة عن القرية
بنيت معظم بيوت جسر المجامع من الاسمنت واللبن، واتخذ مخططها شكلًا مستطيلًا. وبالرغم من امتدادها العمراني نحو الجنوب الغربي بقيت صغيرة المساحة قليلة السكان. واشتملت جسر المجامع على بعض المرافق والخدمات العامة كالدكاكين الصغيرة ومخفر للشرطة ومركز للجوازات لكونها إحدى نقاط الحدود بين فلسطين وشرق الأردن. أقيمت على مسافة قريبة إلى الشمال من القرية محطة لتوليد الكهرباء على نهر الأردن (مشروع روتنبرغ). كما نحتوي جسر المجامع على آثار جسر قديم وخان مهدم وعقود بناء.
ازداد عدد سكانها من 121 نسمة في عام 1922 إلى 250 نسمة في عام 1945. كان سكانها يمارسون حرفتي التجارة والزراعة، إلى جانب عمل بعضهم في محطة توليد الكهرباء. وتتركز معظم الأراضي الزراعية للقرية في الأزوار حول النهر، وتستغل في زراعة الخضر وأشجار الموز والنخيل والحمضيات.

## احتلال القرية
تمكن الصهيونيون أثناء فترة الانتداب البريطاني من شراء مساحات واسعة من أراضي القرية، ومن امتلاك معظم بيوتها إلى جانب حصولهم على امتياز توليد الكهرباء من مياه نهر الأردن شمالي جسر المجامع.
وما إن حل عام 1948 حتى أصبحت القرية شبه خالية من سكانها العرب. وقد احتل الجيش العراقي القرية خلال حرب 1948، وهرب اليهود منها. ثم عادوا فاحتلوا جسر المجامع وأقاموا على أراضيها، وإلى الجنوب الغربي من القرية المهدمة، مستعمرة “جيشر”.